# クロン・プット

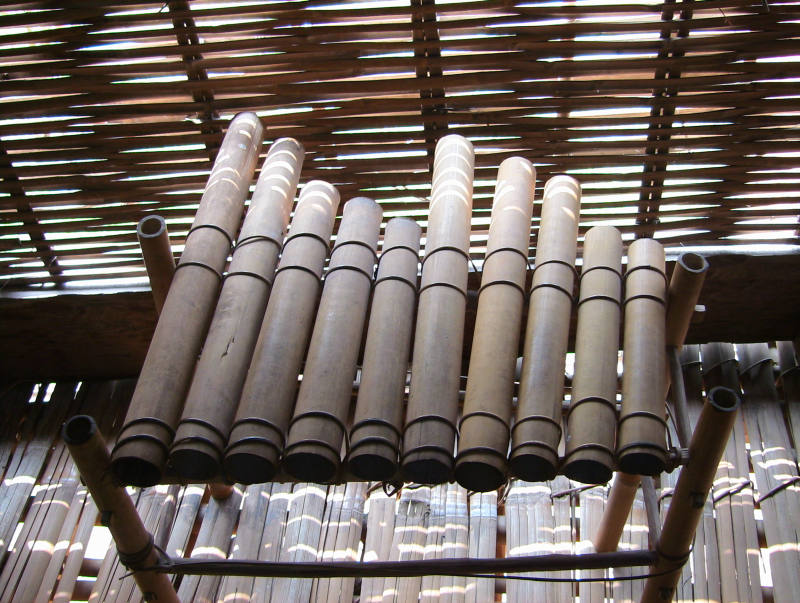
クロン・プット

クロン・プット(k'lông pút)は、ベトナムでバナール族によって用いられる民族楽器である。竹製の鍵盤打楽器である。